# Adamor do Bandolim

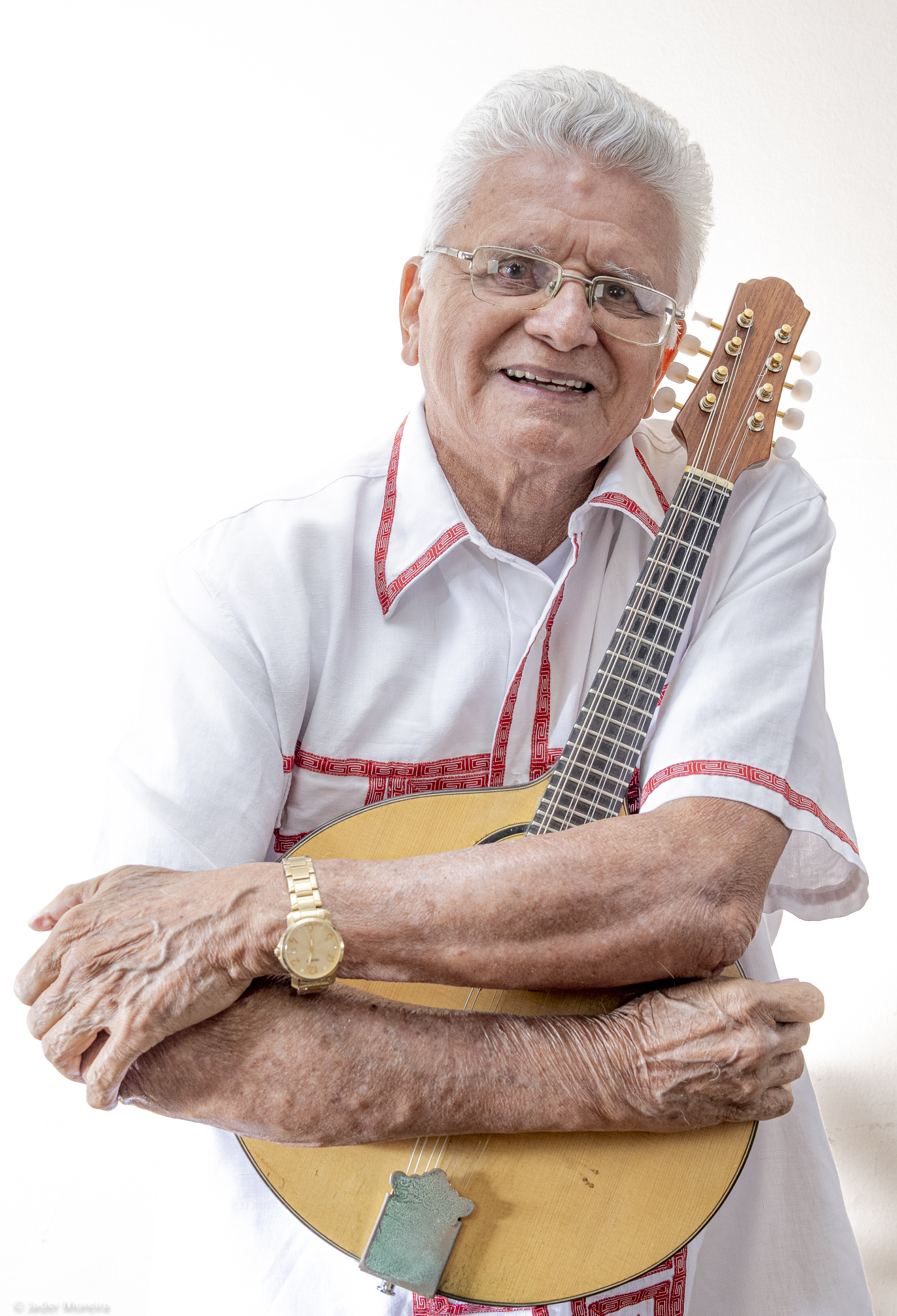
Mestre Adamor do Bandolim

Adamor do Bandolim (29 de maio de 1943, Anajás, Pará, na Ilha do Marajó) é um músico brasileiro. 

## Ídolos
Desde criança, Adamor do Bandolim era um admirador do exímio violonista Garoto (Anibal Augusto Sardinha). Em todas suas entrevistas, sem exceção, seja para rádio, jornal, Tv,  Adamor sempre conta a mesma história sobre sua iniciação musical. Conta que via nas capas dos discos do violonista Anibal Sardinha, a palavra ‘Garoto’, seu codinome, induzindo-lhe a achar que se tratava de uma criança e pensava que se um garoto podia tocar bem violão, gravar discos e fazer apresentações, ele também poderia fazer o mesmo.
Além de Garoto, muitos outros músicos o influenciaram na carreira de chorão, alguns deles são: Jacob do Bandolim, Pixinguinha, Waldir Azevedo, Ernesto Nazareth, K-Ximbinho, Paulo Moura, Luis Americano, Chiquinha Gonzaga, João Pernambuco, Abel Ferreira, Zequinha de Abreu, Joaquim Callado entre outros.

## Infância
Adamor do Bandolim, com 10 anos de idade, começou a dar seus primeiros acordes tentando imitar os choros do violonista Garoto, a quem tanto ansiava superar. A partir daí, absorveu o jeito brasileiro e único de tocar o gênero musical genuinamente brasileiro.
Na infância tinha que tocar escondido o banjo artesanal que ganhou do tio, esculpido de um pedaço de fuselagem de avião recuperado de uma queda, pois o hobby era mal visto pelo pai que queria que o filho fosse comerciante como ele. O pai tinha uma venda na cidade de Anajás e também trabalhava com regatão. O pai achava que música era coisa de desocupado e queria que o filho seguisse a carreira de comerciante.

## Carreira
Adamor nunca estudou música, é um músico autodidata, deu início à sua trajetória em 1958. A família e o pai só cedeu quando escutaram Adamor tocando num programa de calouros, o  'Alô Brotos', em 1958 na Rádio Difusora da cidade de Macapá-AP. Nessa primeira apresentação Adamor estava tão nervoso que perdeu a palheta e precisou tocar com um palito de fósforos e a perna mais trêmula que uma vara verde. A apresentação lhe rendeu, aos 14 anos, o primeiro lugar e o primeiro cachê de músico. Logo após essa participação, o pai o presenteou com um cavaquinho. A música aproximou Adamor do pai.
Entrando na adolescência na década de 1950, Adamor também pode acompanhar no rádio a era de ouro do estilo, se inspirando em chorões já consagrados. O caboclo marajoara já foi tema de TCC da UFPA-universidade Federal do Pará e da UNAMA-Universidade da Amazônia.

## Profissão paralela
Entrou no exército, no final do ano de 1960, quando teve contato com os chorões de Belém-PA, visto que como cadete ficou lotado na capital paraense. Era comum desaparecer  do quartel para tocar nos bares da cidade. Em 1962 ingressou nos correios e telégrafos (DCT) de Anajás, onde trabalhou por 20 anos até se aposentar. 

## Amigos chorões
No dia 6 de setembro de 1979, Aldemir Ferreira da Silva, um amigo chorão, abriu em Belém, a 'Casa do Choro', que passou a ser o ponto de encontro e difusão do estilo até sua morte em 1983. A data de fundação do espaço musical marca atualmente, no estado do Pará, o ‘Dia Estadual do Choro’. Foi desses encontros na Casa do Choro que o músico ficou amigo do radialista Edyr Proença, que o convidou para gravar o primeiro disco, 'Chora Marajó', lançado em 1983. Em 30 de outubro de 1987, Gilson Rodrigues um dos parceiros abriu a 'Casa do Gilson' que até hoje é o principal reduto do samba e do choro em Belém e que com frequência recebe visitantes ilustres, alguns deles são: Sivuca, Paulinho da Viola, Beth Carvalho e outros. Outros antigos amigos chorões contribuem para as rodadas de choro, são eles: Gerardão, o primeiro 7 cordas do Pará, um senhor grisalho já na casa dos oitenta. Catiá o ranzinza da casa, mas exímio violonista solista. Paulo Moura, um cabeludo com aparência de roqueiro, mas que ataca as 7 cordas do violão como poucos. Buchecha o mestre do centro no cavaco. Paulo Borges, um flautista com sopro aveludado. Cardosinho o violonista com raciocínio dos bordões em terças. Mininéia, percussionista e produtor do grupo gente de choro, estressado ímpar mor. Existe também a amizade e parceria de uma legião de novos músicos, alguns frutos das oficinas de choro do Pará, outros cria da própria casa do  Gilson, são eles: Marcelinho, um magrinho multi-instrumentista feríssima no improviso. Marcos Puff, domina os instrumentos de sopro como poucos e que tem uma caixa de catarro fenomenal. Yuri Guedelha, maestro, flautista, saxofonista dos bons. Carlinhos Gutierrez, professor universitário e violonista de 7 cordas por paixão. Bira, cartunista, compositor e bandolinista. 

## Grupos musicais
Adamor passou por vários grupos musicais, alguns deles são: Novo Som, Sol Nascente, Oficina e Manga Verde, onde tocou por cinco anos, participando das gravações de LPs dos dois últimos grupos. Em 1979 entrou para seu grupo de coração e ainda atual, o 'Gente de Choro', composto atualmente por Adamor (bandolim), Gilson Rodrigues (Bandolim e cavaquinho), Paulo Moura (violão 7 cordas), Cardosinho (violão 6 cordas), Paulo Borges (flauta transversal), Amarildo (pandeiro), Emílio Mininéia (produtor e percussionista) e Buchecha (cavaquinho). 

## Estilo
Seu choro amazônico assimila as pegadas e batidas de ritmos paraenses, como o Carimbó, Lundum, Lambada e Xote. Apesar de achar que seu primeiro LP, 'Chora Marajó', não é um bom disco tecnicamente, Adamor já mostra nessa obra um estilo ímpar, muito bem definido, uma pegada amazônica que o diferencia dos estilos do resto do país. Suas composições seguem uma linguagem de melodia e harmonia única que mesmo os chorões mais experientes não conseguem acompanhar suas músicas sem conhecer a melodia e harmonia com rigor de detalhes. Os choros geralmente têm três partes, uma pessoa experiente no gênero consegue acompanhar músicas na primeira vez que as escutam. 

## Discografia
- 1983 - LP Chora Marajó , disco vinil.
- 1999 - Participou do CD Choro Paraense.
- 2004 - CD Adamor Ribeiro, projeto Uirapuru Vol. VII.
- 2007 - CD Choro Amazônico, patrocinado pela Petrobrás.
- 2015 - CD Lágrimas da Minha Ilha, patrocinado pela Natura.